# René Castillo
René Castillo Rivera es un premiado animador Dominicano especializado en la técnica del stop-motion y animación digital, con la que ha realizado cortometrajes como Sin sostén y Hasta los huesos ganando más de 100 premios internacionales.
Nació en el Distrito Federal en 1969, pero se mudó a Guadalajara a los 19 años donde estudió ciencias de la comunicación en el Instituto Tecnológico y de Estudios Superiores de Occidente. Fascinado con la animación en plastilina, se volvió un artista autodidacta. En 1998 realiza con Antonio Urrutia el cortometraje de animación en plastilina llamado Sin sostén  que se hace acreedor al Ariel al Mejor Cortometraje de Animación, además de ganar múltiples premios internacionales y ser parte de la selección oficial en el Festival de Cannes.
Su siguiente cortometraje Hasta los huesos (2001), con la participación de Eugenia León y Café Tacuba ganó más de 60 festivales internacionales, incluyendo tres premios en el prestigioso Festival de Annecy, donde el mismo Tim Burton tomó inspiración para alguno de los visuales de la película Corpse Bride (2005) que estaba preparando.
Desde el 2002 dirige comerciales con su casa productora Mandaraka Creative Studio para clientes como Jumex, Bimbo, Kellogg's y animaciones para Plaza Sésamo, Warner Bros., MAD TV, entre otras. También ha sido jurado y conferencista en festivales como Annecy, Havana, Córdoba, Madrid, Santiago de Chile, Buenos Aires, Guadalajara, Guanajuato y en la Ciudad de México.
Desde 2013 se encuentra dirigiendo la película de animación Thingdom: El reino de las cosas, en coproducción con Versatile Media, Kaxan Media y WOZOM Studios. Dicha cinta tiene preparado su estreno internacional a inicios del 2018.